# Celis (familienaam)
Celis is een zowel een Spaanstalige als een Nederlandstalige familienaam.
De Nederlandstalige variant komt voornamelijk voor in de Vlaamse provincies Antwerpen, Vlaams-Brabant en Limburg. Het is een patroniem afgeleid van de voornaam Marcelis. In 2008 waren er in België 2140 mensen met deze familienaam, één jaar eerder waren dit er in Nederland slechts 19.
De achternaam Celis komt in de Spaanstalige landen eveneens voor en zou zijn betekenis hebben in het Spaanse "cielo" (hemels). Het is een variant op het Italiaanse "Coeli".

## Varianten[4]
- Selis
- Seli
- Celi
- Celli
- Celie
- Cely
- Celly
- Cielis
- Cilis
- Celens

## Bekende naamdragers
- Alfonso Celis Jr. (1996), Mexicaans autocoureur
- Frits Celis (1929), Belgisch muzikant en componist
- Guillermo Celis (1993), Colombiaans voetballer
- Joop Celis (1958), Nederlands pianist
- Karen Celis (1972), Belgisch politicologe
- Nick Celis (1988), Belgisch basketbalspeler
- Pierre Celis (1925-2011), Belgisch brouwer
- Vera Celis (1959), Belgisch Vlaamsgezind politica
- Vidal Celis (1982), Spaans wielrenner

## Fictief figuur
- Ivo Celis, personage uit de Vlaamse televieserie Zone Stad